# Kapala (Koutiala)
Pour les articles homonymes, voir Kapala (homonymie).
Kapala est une localité et une commune rurale du Mali de l'arrondissement central de Molobala, dans le cercle de Molobala et la région de Koutiala, 

## Villages
La commune s'étend sur 3 localités relevées lors du recensement général de 2009. 
Les villages les plus peuplés sont :
- Kapala (4 843 habitants)
- Chikoloma (1 924 habitants)
- Womo (1 526 habitants)

En 2023, la loi 2023-007 attribue à la commune 5 villages, fractions ou quartiers  :
- Kapala
- Chikoloma
- Womo
- Sadiola
- N'Torlani